# Вальдеп'єлаго
Вальдеп'єлаго (ісп. Valdepiélago) — муніципалітет в Іспанії, у складі автономної спільноти Кастилія-і-Леон, у провінції Леон. Населення — 405 осіб (2010).
Муніципалітет розташований на відстані близько 310 км на північний захід від Мадрида, 32 км на північний схід від Леона.
На території муніципалітету розташовані такі населені пункти: (дані про населення за 2010 рік)
- Авіадос: 33 особи
- Корресільяс: 25 осіб
- Ла-Мата-де-Бербула: 64 особи
- Монтуерто: 36 осіб
- Носедо-де-Куруеньйо: 41 особа
- Отеро-де-Куруеньйо: 56 осіб
- Ранедо-де-Куруеньйо: 27 осіб
- Вальдеп'єлаго: 106 осіб
- Вальдоррія: 17 осіб

## Демографія
Динаміка населення (INE ):